# سيلار

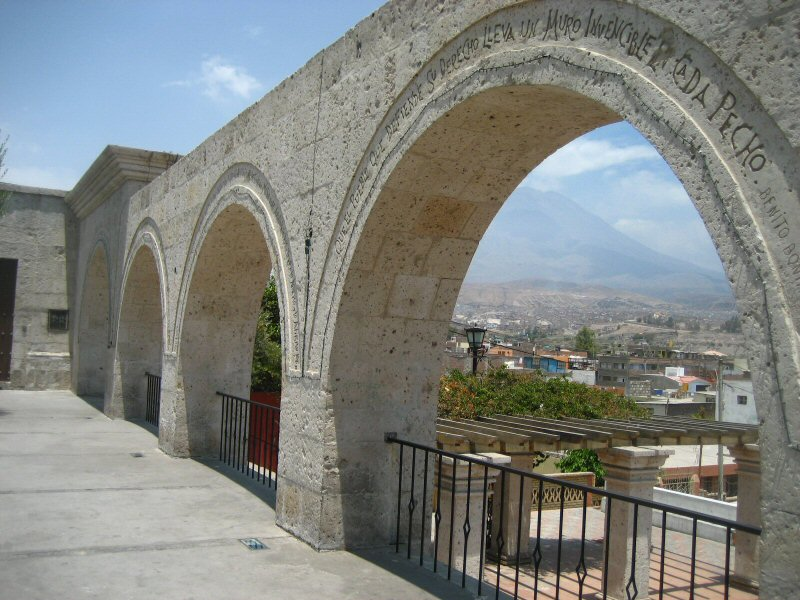
صخور السيلار

السيلار هو مجموعة متنوعة من الريوليت، وهو نوع من الصخور البركانية. على الرغم من أن السيلار من تكوين ريوليت، فقد اندلع من البراكين التي تندلع في الغالب حمم أنديزيت، ويحتوي السيلار على أجزاء صغيرة من الأنديزيت. تدين مجموعة متنوعة من نبات السيلار باللون الوردي إلى بلورات الهيماتيت داخل الصخر. الصنف الأبيض يفتقر إلى بلورات الهيماتيت. تم العثور على سيلار كرواسب تدفق الحمم البركانية من طفة بالقرب من البراكين في جنوب بيرو، على سبيل المثال بركان تشاشاني المنقرض الآن والذي اندلعت تدفقات سيلار خلال عصر البليستوسين.
سهول سيلار(أورفيتو بانيوريجيو إجنمبرايت)، وهي كتل سوداء من سكوريا في طوف أحمرتحدث في (سيفيتا دي بانيوريجيو) في منطقة فولسيني البركانية بوسط إيطاليا.